# Sportclub Preußen 06 Münster 2022-2023
Questa voce raccoglie le informazioni riguardanti lo Sportclub Preußen 06 Münster nelle competizioni ufficiali della stagione 2022-2023.

## Stagione
Nella stagione 2022-2023 il Preussen Münster, allenato da Sascha Hildmann, concluse il campionato di Regionalliga al 1º posto e fu promosso in 3. Liga.

## Rosa
| N. |                        | Ruolo | Calciatore          |
| -- | ---------------------- | ----- | ------------------- |
| 1  | Germania (bandiera)    | P     | Tom Müller          |
| 5  | Marocco (bandiera)     | C     | Yassine Bouchama    |
| 6  | Paesi Bassi (bandiera) | C     | Thomas Kok          |
| 7  | Germania (bandiera)    | C     | Dennis Daube        |
| 8  | Romania (bandiera)     | C     | Darius Ghindovean   |
| 10 | Ghana (bandiera)       | A     | Manfred Osei-Kwadwo |
| 11 | Germania (bandiera)    | C     | Thorben Deters      |
| 14 | Stati Uniti (bandiera) | A     | Andrew Wooten       |
| 15 | Germania (bandiera)    | D     | Simon Scherder      |
| 16 | Germania (bandiera)    | A     | Henok Teklab        |
| 17 | Germania (bandiera)    | A     | Dildar Atmaca       |
| 18 | Germania (bandiera)    | C     | Marc Lorenz         |
| 20 | Germania (bandiera)    | C     | Dennis Grote        |
| 21 | Germania (bandiera)    | C     | Nicolai Remberg     |
| 23 | Germania (bandiera)    | D     | Alexander Langlitz  |
| 24 | Germania (bandiera)    | D     | Niko Koulis         |

| N. |                     | Ruolo | Calciatore          |
| -- | ------------------- | ----- | ------------------- |
| 25 | Germania (bandiera) | A     | Gerrit Wegkamp      |
| 26 | Germania (bandiera) | A     | Deniz Bindemann     |
| 27 | Germania (bandiera) | D     | Joel Amadi          |
| 29 | Germania (bandiera) | D     | Lukas Frenkert      |
| 31 | Germania (bandiera) | P     | Roman Schabbing     |
| 33 | Germania (bandiera) | D     | Noah Kloth          |
| 35 | Germania (bandiera) | P     | Max Schulze Niehues |
| 37 | Togo (bandiera)     | A     | Shaibou Oubeyapwa   |
| 42 | Germania (bandiera) | D     | Alexander Hahn      |
| 43 | Germania (bandiera) | C     | Jakob Korte         |
| 45 | Germania (bandiera) | C     | Francesco Di Pierro |
| 47 | Germania (bandiera) | C     | Elias Demirarslan   |
| 49 | Germania (bandiera) | D     | Marvin Benjamins    |
| 50 | Germania (bandiera) | D     | Jano ter Horst      |
| 51 | Germania (bandiera) | D     | Marius Mause        |

## Organigramma societario
Area tecnica
- Allenatore: Sascha Hildmann
- Allenatore in seconda: Louis Cordes
- Preparatore dei portieri: Carsten Nulle
- Preparatori atletici:
- Analisi video:

## Calciomercato

### Sessione estiva
| Acquisti | Acquisti          | Acquisti            | Acquisti |
| R.       | Nome              | da                  | Modalità |
| -------- | ----------------- | ------------------- | -------- |
| D        | Joel Amadi        | Preußen Münster U19 |          |
| C        | Yassine Bouchama  | Homberg             |          |
| D        | Alexander Hahn    | Viktoria Berlino    |          |
| D        | Niko Koulis       | Holstein Kiel       |          |
| C        | Marc Lorenz       | Karlsruhe           |          |
| P        | Tom Müller        | Carl Zeiss Jena     |          |
| A        | Shaibou Oubeyapwa | RW Oberhausen       |          |
| P        | Roman Schabbing   | Duisburg            |          |
| A        | Andrew Wooten     | Osnabrück           |          |

| Cessioni | Cessioni              | Cessioni           | Cessioni |
| R.       | Nome                  | a                  | Modalità |
| -------- | --------------------- | ------------------ | -------- |
| A        | Jan Dahlke            | Carl Zeiss Jena    |          |
| D        | Jannik Borgmann       | LR Ahlen           |          |
| P        | Marko Dedović         | Blau-Weiß Lohne    |          |
| C        | Manuel Farrona-Pulido | Lubecca            |          |
| D        | Luke Hemmerich        | Bayreuth           |          |
| D        | Marcel Hoffmeier      | Paderborn          |          |
| C        | Dominik Klann         | Verl               |          |
| D        | Julian Schauerte      | Kaan-Marienborn    |          |
| A        | Maxim Schröder        | F. Düsseldorf II   |          |
| C        | Jules Schwadorf       | Fortuna Colonia    |          |
| D        | Marvin Thiel          | Lubecca            |          |
| P        | Veith Walde           | Preußen Münster II |          |
| P        | Steffen Westphal      | Lippstadt 08       |          |
| D        | Robin Ziegele         | Zwickau            |          |

### Sessione invernale
| Acquisti | Acquisti | Acquisti | Acquisti |
| R.       | Nome     | da       | Modalità |
| -------- | -------- | -------- | -------- |

| Cessioni | Cessioni      | Cessioni          | Cessioni |
| R.       | Nome          | a                 | Modalità |
| -------- | ------------- | ----------------- | -------- |
| A        | Kevin Schacht | Eintracht Treviri |          |

## Risultati

### Regionalliga Ovest

#### girone di andata
| Arbitro: | Ulankiewicz |

|                                                      |           |          |
| Wooten 16’ Teklab 45’ (rig.) Hahn 79’ Ghindovean 81’ | Marcatori | 13’ Sané |

| Arbitro: | Ulankiewicz |

|  |           |              |
|  | Marcatori | 23’ Bouchama |

| Arbitro: | Besong |

|                                                            |           |  |
| Beckert 31’ (aut.) Remberg 48’, 71’ Wooten 59’ (rig.), 72’ | Marcatori |  |

| Arbitro: | Exuzidis |

|                                     |           |                              |
| Mause 11’, 29’ Wilton 54’ Ramaj 60’ | Marcatori | 23’ (rig.) Lorenz 26’ Deters |

| Arbitro: | Liedtke |

|            |           |                   |
| Lorenz 10’ | Marcatori | 67’ (rig.) Lieder |

| Arbitro: | Esch |

|  |           |                            |
|  | Marcatori | 57’ Langlitz 86’ Oubeyapwa |

| Arbitro: | Gottschalk |

|                                   |           |                           |
| Teklab 25’, 87’, 90’ Bouchama 41’ | Marcatori | 4’ Mittelstädt 60’ Schmid |

| Arbitro: | Schuh |

|  |           |                             |
|  | Marcatori | 42’ Wooten 84’, 90’ Wegkamp |

| Arbitro: | Scheer |

|            |           |  |
| Deters 46’ | Marcatori |  |

| Arbitro: | Jäger |

|            |           |                             |
| Dadaşov 8’ | Marcatori | 26’ Koulis 71’, 73’ Wegkamp |

| Arbitro: | Damar |

|               |           |               |
| Oubeyapwa 32’ | Marcatori | 86’ Schauerte |

| Arbitro: | Liedtke |

|                                    |           |                            |
| Kreyer 16’ Lunga 47’ Propheter 76’ | Marcatori | 22’ (aut.) Klaß 90’ Teklab |

| Arbitro: | Lahora-Chulian |

|                         |           |  |
| Remberg 82’ Wegkamp 90’ | Marcatori |  |

| Arbitro: | Kost |

|            |           |                                                         |
| Göçkan 72’ | Marcatori | 8’ Lorenz 18’, 24’ Wooten 66’ Bouchama 80’, 90’ Wegkamp |

| Arbitro: | Erk |

|            |           |                                   |
| Willms 61’ | Marcatori | 12’ Wegkamp 78’ Wooten 90’ Deters |

| Arbitro: | Weller |

|  |           |                 |
|  | Marcatori | 50’ Stiepermann |

| Arbitro: | Scheer |

|  |           |                             |
|  | Marcatori | 38’ Wooten 78’, 84’ Wegkamp |

#### Girone di ritorno
| Arbitro: | Aarts |

|                                                                 |           |                                                            |
| Meier 43’ (rig.) Knabe-Lerche 48’ (rig.) Yildiz 78’ Brdaric 90’ | Marcatori | 11’ Wooten 13’, 44’ Wegkamp 41’ (rig.) Lorenz 90’ Scherder |

| Arbitro: | Exuzidis |

|                        |           |  |
| Hahn 47’ Oubeyapwa 90’ | Marcatori |  |

| Arbitro: | Weßels |

|                   |           |                       |
| Fakhro 35’ (rig.) | Marcatori | 3’ Wegkamp 22’ Teklab |

| Arbitro: | Storks |

|                                           |           |  |
| Scherder 29’ Langlitz 66’, 85’ Wooten 74’ | Marcatori |  |

| Arbitro: | Bramkamp |

|            |           |                         |
| Naderi 28’ | Marcatori | 30’ Remberg 50’ Wegkamp |

| Arbitro: | Habibi |

|                                                          |           |                                               |
| Wooten 11’ (rig.) Remberg 13’ Grote 34’ Wegkamp 46’, 55’ | Marcatori | 69’ (aut.) Wegkamp 73’, 85’ Mata 90’ Munsters |

| Arbitro: | Weller |

|            |           |                         |
| Schmid 44’ | Marcatori | 52’ Remberg 75’ Wegkamp |

| Arbitro: | Schäfer |

|                                  |           |  |
| Wegkamp 9’ Lorenz 56’ Wooten 71’ | Marcatori |  |

| Arbitro: | Exuzidis |

|                        |           |                       |
| Marčeta 16’ Schaub 79’ | Marcatori | 31’ Koulis 37’ Lorenz |

| Arbitro: | Goldmann |

|                                     |           |  |
| Wooten 6’ Bouchama 70’ Langlitz 90’ | Marcatori |  |

| Arbitro: | Lahora-Chulian |

|                                        |           |                                        |
| Pazurek 5’ (rig.) Zimpel 44’ Wirtz 55’ | Marcatori | 35’ Hahn 38’ Wegkamp 48’ (rig.) Wooten |

| Arbitro: | Rupert |

|                             |           |  |
| Grote 31’ Wooten 34’ (rig.) | Marcatori |  |

| Düren 15 aprile 2023 30ª giornata | Düren | 0 – 2 a tavolino referto | Preußen Münster | Westkampfbahn |

| Arbitro: | Ulankiewicz |

|                            |           |  |
| Scherder 41’ Bindemann 67’ | Marcatori |  |

| Arbitro: | Marx |

|                   |           |                               |
| Wooten 18’ (rig.) | Marcatori | 13’, 69’ Marquet 37’ Hölscher |

| Arbitro: | Gottschalk |

|                                     |           |                                      |
| Güler 3’, 9’ Galle 14’ Hagemann 59’ | Marcatori | 48’ Bouchama 64’, 80’ (rig.) Wegkamp |

| Arbitro: | Habibi |

|                                      |           |  |
| Wegkamp 21’ Remberg 25’ Bouchama 48’ | Marcatori |  |

## Statistiche

### Statistiche di squadra
| Competizione | Punti | In casa | In casa | In casa | In casa | In casa | In casa | In trasferta | In trasferta | In trasferta | In trasferta | In trasferta | In trasferta | Totale | Totale | Totale | Totale | Totale | Totale | DR  |
| Competizione | Punti | G       | V       | N       | P       | Gf      | Gs      | G            | V            | N            | P            | Gf           | Gs           | G      | V      | N      | P      | Gf     | Gs     | DR  |
| ------------ | ----- | ------- | ------- | ------- | ------- | ------- | ------- | ------------ | ------------ | ------------ | ------------ | ------------ | ------------ | ------ | ------ | ------ | ------ | ------ | ------ | --- |
| Regionalliga | 79    | 17      | 13      | 2       | 2       | 43      | 13      | 17           | 12           | 2            | 3            | 46           | 26           | 34     | 25     | 4      | 5      | 89     | 39     | +50 |
| Totale       | 79    | 17      | 13      | 2       | 2       | 43      | 13      | 17           | 12           | 2            | 3            | 46           | 26           | 34     | 25     | 4      | 5      | 89     | 39     | +50 |

### Andamento in campionato
| Giornata  | 1 | 2 | 3 | 4 | 5 | 6 | 7 | 8 | 9 | 10 | 11 | 12 | 13 | 14 | 15 | 16 | 17 | 18 | 19 | 20 | 21 | 22 | 23 | 24 | 25 | 26 | 27 | 28 | 29 | 30 | 31 | 32 | 33 | 34 |
| --------- | - | - | - | - | - | - | - | - | - | -- | -- | -- | -- | -- | -- | -- | -- | -- | -- | -- | -- | -- | -- | -- | -- | -- | -- | -- | -- | -- | -- | -- | -- | -- |
| Luogo     | C | T | C | T | C | T | C | T | C | T  | C  | T  | C  | T  | T  | C  | T  | T  | C  | T  | C  | T  | C  | T  | C  | T  | C  | T  | C  | T  | C  | C  | T  | C  |
| Risultato | V | V | V | P | N | V | V | V | V | V  | N  | P  | V  | V  | V  | P  | V  | V  | V  | V  | V  | V  | V  | V  | V  | N  | V  | N  | V  | V  | V  | P  | P  | V  |
| Posizione | 2 | 1 | 1 | 3 | 3 | 2 | 1 | 1 | 1 | 1  | 1  | 1  | 1  | 1  | 1  | 1  | 1  | 1  | 1  | 1  | 1  | 1  | 1  | 1  | 1  | 1  | 1  | 1  | 1  | 1  | 1  | 1  | 1  | 1  |

Legenda:

Luogo: C = Casa; T = Trasferta. Risultato: V = Vittoria; N = Pareggio; P = Sconfitta.

### Statistiche dei giocatori
| J. Amadi       | 0  | 0  | 0 | 0 |
| D. Atmaca      | 4  | 0  | 1 | 0 |
| M. Benjamins   | 4  | 0  | 0 | 0 |
| D. Bindemann   | 14 | 1  | 2 | 0 |
| Y. Bouchama    | 30 | 6  | 9 | 0 |
| D. Daube       | 1  | 0  | 0 | 0 |
| E. Demirarslan | 0  | 0  | 0 | 0 |
| T. Deters      | 17 | 3  | 1 | 0 |
| F. Di Pierro   | 0  | 0  | 0 | 0 |
| L. Frenkert    | 9  | 0  | 0 | 0 |
| D. Ghindovean  | 14 | 1  | 2 | 0 |
| D. Grote       | 32 | 2  | 7 | 0 |
| A. Hahn        | 32 | 3  | 5 | 1 |
| J. Horst       | 0  | 0  | 0 | 0 |
| N. Kloth       | 0  | 0  | 0 | 0 |
| T. Kok         | 32 | 0  | 5 | 0 |
| J. Korte       | 0  | 0  | 0 | 0 |
| N. Koulis      | 22 | 2  | 4 | 0 |
| A. Langlitz    | 29 | 4  | 3 | 1 |
| M. Lorenz      | 32 | 6  | 7 | 0 |
| M. Mause       | 0  | 0  | 0 | 0 |
| T. Müller      | 5  | 0  | 0 | 0 |
| M. Niehues     | 28 | 0  | 2 | 0 |
| M. Osei-Kwadwo | 5  | 0  | 0 | 0 |
| S. Oubeyapwa   | 27 | 3  | 2 | 0 |
| N. Remberg     | 31 | 7  | 7 | 0 |
| R. Schabbing   | 0  | 0  | 0 | 0 |
| K. Schacht     | 0  | 0  | 0 | 0 |
| S. Scherder    | 29 | 3  | 2 | 0 |
| H. Teklab      | 28 | 6  | 5 | 0 |
| G. Wegkamp     | 33 | 22 | 0 | 0 |
| A. Wooten      | 31 | 16 | 1 | 0 |